# دیستروفی ماهیچه‌ای امری-درایفوس
دیستروفی ماهیچه‌ای امری دریفوس یکی از انواع دیستروفی ماهیچه‌ای می‌باشد. این بیماری در اثر جهش در ژن امرین و تغییر در میزان و ساختار این پروتئین ایجاد می‌شود.
نشانه‌های این بیماری شامل ازدست دادن قدرت حرکت ماهیچه‌های ستون فقرات، آرنج و مچ پا می‌باشد. به تدریج دیگر ماهیچه‌های اسکلتی نیز ضعیف می‌شوند و در دههٔ دوم زندگی، اگر عضلات قلب درگیر باشد، بیمار با حمله ناگهانی قلبی می‌میرد. علت مرگ بهم خوردن ترتیب ضربان‌های دهلیزها و بطن‌ها است.